# Ranunculus nyalamensis
Ranunculus nyalamensis W.T. Wang – gatunek rośliny z rodziny jaskrowatych (Ranunculaceae Juss.). Występuje endemicznie w Chinach, w południowej części Tybetu. 

## Morfologia
PokrójBylina o lekko owłosionych pędach. Dorasta do 5–21 cm wysokości.
LiścieMają prawie pięciokątny kształt. Mierzą 0,5–1 cm długości oraz 0,5–1,5 cm szerokości. Nasada liścia ma ucięty kształt. Brzegi są nieznacznie ząbkowane. Wierzchołek jest zaokrąglony lub tępy. Ogonek liściowy jest lekko owłosiony i ma 2–5,5 cm długości.
KwiatySą pojedyncze. Pojawiają się na szczytach pędów. Mają żółtą barwę. Dorastają do 10–12 mm średnicy. Mają 5 eliptycznych działek kielicha, które dorastają do 5 mm długości. Mają 5 owalnych płatków o długości 5–6 mm.

## Biologia i ekologia
Rośnie na łąkach. Występuje na wysokości od 4200 do 4500 m n.p.m.